# 洛赫尼亞
50°49′47″N 34°14′21″E / 50.82972°N 34.23917°E
洛赫尼亞（烏克蘭語：Лохня）是位於烏克蘭東北部的村莊，由蘇梅州蘇梅區的米科萊夫卡鎮級市鎮負責管轄。該村處於蘇拉河左岸，距離新彼得里夫卡1公里，海拔高度138米，2001年人口58。